# Kamenjak (Velolučki zaljev)
Kamenjak je nenaseljeni hrvatski jadranski otočić. Nalazi se u Velolučkom zaljevu, oko 700 metara od obale Korčule.
Površina otočića iznosi 0,0134 km². Dužina obalne crte iznosi 439 m, a iz mora se uzdiže 15 m.